# Autosegment B
Segment B – klasa samochodów osobowych, do której zaliczane są samochody małowymiarowe i miejskie, oferujące jednak więcej przestrzeni od samochodów segmentu A. W ostatnich latach samochody segmentu B zbliżyły się gabarytami i charakterem do pojazdów segmentu C, dlatego częstym określeniem na nie jest termin samochód subkompaktowy.

## Charakterystyka
Pojazdy tej klasy są głównie przeznaczone do jazdy po mieście, ale umożliwiają też w miarę wygodną jazdę dla czterech osób w trasie. Podobnie jak samochody z segmentu A mają natomiast zwykle niewielki bagażnik, umożliwiają jednak przewożenie większych ilości bagażu po złożeniu tylnych siedzeń. Rozwiązaniem tego problemu są wersje nadwoziowe sedan i kombi.

## Reprezentanci
Na przestrzeni lat najpopularniejszymi reprezentantami klasy B były 3 i 5-drzwiowe hatchbacki oraz sedany. Rzadziej były to kombi, coupe czy coupe-kabriolety, a w ostatnich latach praktycznie całkowicie upadła klasa minivanów segmentu B – jedynym producentem, który pozostał w tym segmencie jest Fiat. Od ostatnich kilku lat, kosztem małych minivanów, zaobserwować można intensywny wzrost popularności innego rodzaju nadwozia w klasie B – crossoverów. Powoli stają się one drugim, po hatchbackach, najpopularniejszym rodzajem samochodu w klasie aut subkompaktowych.
Niszowym typem samochodów w segmencie B są auta dostawcze i bazujące na nich kombivany – obecni reprezentanci to jedynie Ford i Fiat.

## Przykładowe modele
- Alfa Romeo MiTo
- Audi A1
- Chevrolet Aveo
- Citroën C3
- Citroën DS3
- Dacia Sandero
- Fiat 127
- Fiat Punto
- Ford Fiesta
- Honda Jazz
- Hyundai i20
- Kia Rio
- Lancia Ypsilon
- Mazda 2
- Mini Cooper
- Nissan Micra
- Opel Corsa
- Peugeot 208
- Renault Clio
- SEAT Ibiza
- Škoda Fabia
- Suzuki Swift
- Toyota Yaris
- Volkswagen Polo

## Inne
Liftbacki
- Škoda Rapid
- SEAT Toledo

Sedany:
- Ford Fiesta Sedan
- Renault Thalia
- SEAT Córdoba

Kombi:
- Peugeot 207 SW
- Renault Clio Grandtour
- Volkswagen Polo Vario

Crossovery:
- Audi Q2
- Opel Mokka
- Renault Captur
- Fiat 500X

Terenowe:
- Mitsubishi Pajero Pinin

Minivany:
- Ford B-Max
- Nissan Note
- Renault Modus

Kombivany:
- Fiat Fiorino
- Ford Tourneo Courier

Coupe:
- Ford Puma[1][2] (zbudowany na bazie auta segmentu B[3], traktowany również jako samochód sportowy)[4][5]
- Opel Tigra

Coupe-Cabrio:
- Peugeot 206 CC
- Opel Tigra TwinTop

Targa:
- Honda CR-X del Sol[6]

Roadster:
- Fiat Barchetta[7]

Dostawcze:
- Citroën Nemo
- Ford Transit Courier